# Henri-Joseph Boichard
Henri-Joseph Boichard, né le 19 janvier 1783 à Versailles et mort le 22 septembre 1871 à Paris, est un peintre français.

## Biographie

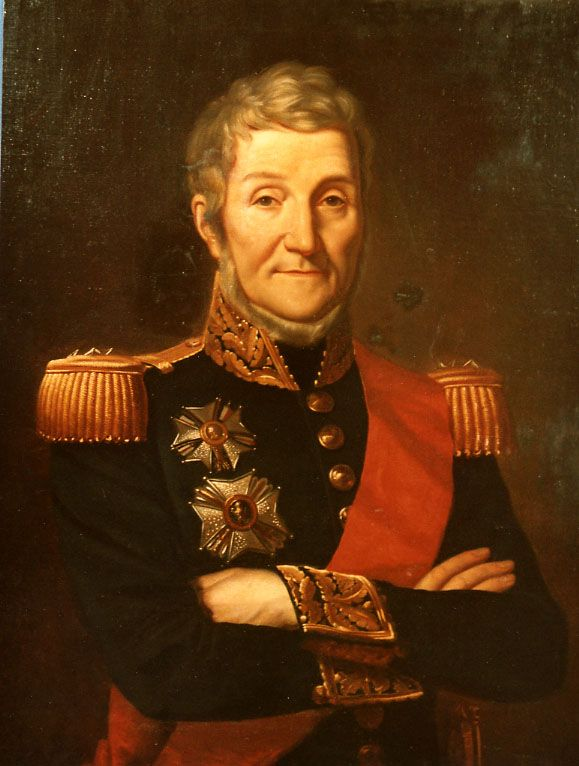
Louis Joseph Lahure, Lieut. Général, Baron de l'Empire.

Henri-Joseph Boichard est le fils de Pierre Claude Boichard, sculpteur, et de Thérèse Josèphe Bobillier.
En 1806, il épouse Espérance Perpétue Merlin. Leur fils Jean-Alcide-Henri Boichard (1817-1871) et petit-fils Georges Lucien Boichard (1857-1929) seront également peintres.
Élève de Jean-Baptiste Regnault, il expose au Salon à partir de 1808.
Il s'installe à Bourges où il devient professeur de dessin.
Revenu à Paris, il meurt à son domicile de la rue de l'Ancienne-Comédie à l'âge de 88 ans.

## Œuvres
- Orléans, Musée des Beaux-Arts : Voyageurs surpris par l'orage, Salon de 1835, huile sur toile, 47 × 54,3 cm[4]